# 曹偃
曹偃（？—236年），曹魏皇族，中国三国時代人物。曹鑠之孫，曹潜之子，字不明。谥怀王。堂叔父是明帝曹叡、元帝曹奐。
祖父曹鑠病弱早亡，20岁前後去世。233年，曹偃之父曹潜继承相王并于同年薨世，谥号愍王。
曹偃在父亲死後继承王位，236年，曹偃去世。曹偃無嗣子，他的家系断絶，相地（沛附近地方）編入曹魏郡县。